# Metamesia
Metamesia là một chi bướm đêm thuộc phân họ Tortricinae của họ Tortricidae.

## Các loài
- Metamesia ametria Diakonoff, 1960
- Metamesia dilucida Diakonoff, 1960
- Metamesia elegans (Walsingham, 1881)
- Metamesia endopyrrha (Meyrick, 1930)
- Metamesia episema Diakonoff, 1960
- Metamesia leptodelta Diakonoff, 1973
- Metamesia leucomitra Diakonoff, 1960
- Metamesia leucophyes Diakonoff, 1960
- Metamesia metacroca Diakonoff, 1960
- Metamesia nolens Diakonoff, 1960
- Metamesia octogona Bradley, 1965
- Metamesia peracuta Diakonoff, 1960
- Metamesia physetopa (Meyrick, 1932)
- Metamesia ptychophora Diakonoff, 1960
- Metamesia retrocitra Diakonoff, 1960
- Metamesia synclysa Diakonoff, 1973